# Dyasya (cràter)
Dyasya és un cràter d'impacte en el planeta Venus de 7,8 km de diàmetre. Porta el nom d'un antropònim nganasan, i el seu nom va ser aprovat per la Unió Astronòmica Internacional el 1997.